# Montería
Montería é uma cidade da Colômbia, capital do departamento de Córdoba. Possui 490935 habitantes (2018). É considerada a capital da pecuária da Colômbia.